# Xyccarph migrans
Xyccarph migrans is een spinnensoort in de taxonomische indeling van de Dwergcelspinnen (Oonopidae).
Het dier behoort tot het geslacht Xyccarph. De wetenschappelijke naam van de soort werd voor het eerst geldig gepubliceerd in 1996 door Höfer & Antonio D. Brescovit.